# 鳥取県道32号郡家鹿野気高線
鳥取県道32号郡家鹿野気高線（とっとりけんどう32ごう こおげしかのけたかせん）は、鳥取県八頭郡八頭町から鳥取市に至る県道（主要地方道）である。

## 概要

### 路線データ
- 起点：鳥取県八頭郡八頭町郡家（八頭町役場入口交差点、国道29号交点）
- 終点：鳥取県鳥取市気高町北浜2丁目（国道9号交点）
- 総延長：40.6 km
- 通行不能区間：鳥取県鳥取市槙原 - 鳥取県鳥取市矢矯（1.7 km）

## 歴史
- 1993年（平成5年）5月11日 - 建設省から、県道郡家鹿野気高線が郡家鹿野気高線として主要地方道に指定される[1]。
- 2012年（平成24年）3月30日 - 鳥取県告示第208・210・212号により、終点側の経路を変更[2][3]。これに伴い、終点が鳥取市気高町浜村・浜村交差点から鳥取市気高町北浜2丁目（国道9号交点）に変更され、鳥取市気高町勝見 - 同・鹿野街道踏切北間が鳥取市道3410427号勝見6号線に、鳥取市気高町勝見・鹿野街道踏切北 - 同・浜村駅交差点間が鳥取県道275号八束水勝見線、鳥取市気高町勝見・浜村駅交差点 - 鳥取市気高町浜村・浜村交差点間が鳥取市道3410428号浜村観光道路線にそれぞれ移行した。

## 路線状況

### 重複区間
- 鳥取県道293号鳥取郡家線（八頭郡八頭町郡家 - 八頭郡八頭町久能寺）
- 国道482号（八頭郡八頭町船岡）
- 鳥取県道42号鳥取河原線（鳥取市河原町今在家・河原橋東交差点 - 鳥取市長谷）
- 鳥取県道500号鳥取河原自転車道線（鳥取市河原町長瀬・長瀬交差点 - 鳥取市河原町袋河原・袋河原交差点）
- 鳥取県道49号鳥取河原用瀬線（鳥取市岩坪 - 鳥取市槙原）
- 鳥取県道21号鳥取鹿野倉吉線（鳥取市鹿野町閉野（とじの） - 鳥取市鹿野町鹿野・新鹿野大橋東詰交差点）

### 道路施設

#### 橋梁
- 船久橋（八東川、八頭郡八頭町）
- 船岡大橋（大江川、八頭郡八頭町）
- 河原橋（千代川、鳥取市）
- 新鹿野大橋（鳥取市）

#### 道の駅
- 西いなば気楽里（鳥取市鹿野町岡木）

## 地理

### 通過する自治体
- 鳥取県
  - 八頭郡八頭町 - 鳥取市

### 交差する道路
| 交差する道路                                                    | 市町村名 | 市町村名 | 交差する場所                   | 交差する場所                |
| --------------------------------------------------------------- | -------- | -------- | ------------------------------ | --------------------------- |
| 国道29号                                                        | 八頭郡   | 八頭町   | 郡家                           | 八頭町役場入口交差点 / 起点 |
| 鳥取県道293号鳥取郡家線 重複区間起点                            | 八頭郡   | 八頭町   | 郡家                           |                             |
| 鳥取県道293号鳥取郡家線 重複区間終点                            | 八頭郡   | 八頭町   | 久能寺                         |                             |
| 鳥取県道324号河原インター線                                     | 八頭郡   | 八頭町   | 船岡                           | 船久橋南詰交差点 船岡IC     |
| 国道482号 重複区間起点 鳥取県道153号才代船岡線                  | 八頭郡   | 八頭町   | 船岡                           |                             |
| 国道482号 重複区間終点                                          | 八頭郡   | 八頭町   | 船岡                           |                             |
| 鳥取県道229号米岡河原停車場線                                   | 八頭郡   | 八頭町   | 国中                           |                             |
| 国道53号 国道373号 重複 鳥取県道42号鳥取河原線 重複区間起点     | 鳥取市   | 鳥取市   | 河原町今在家                   | 河原橋東交差点              |
| 鳥取県道195号鷹狩渡一木線                                       | 鳥取市   | 鳥取市   | 河原町渡一木（わたりひとつぎ） | 河原橋西交差点              |
| 鳥取県道287号河原郡家線 鳥取県道500号鳥取河原自転車道線 重複    | 鳥取市   | 鳥取市   | 河原町長瀬                     | 長瀬交差点                  |
| 鳥取県道298号袋河原八坂線 鳥取県道500号鳥取河原自転車道線 重複  | 鳥取市   | 鳥取市   | 河原町袋河原                   | 袋河原交差点                |
| 鳥取県道42号鳥取河原線 重複区間終点                             | 鳥取市   | 鳥取市   | 長谷                           |                             |
| 鳥取県道49号鳥取河原用瀬線 重複区間起点                         | 鳥取市   | 鳥取市   | 岩坪                           |                             |
| 鳥取県道49号鳥取河原用瀬線 重複区間終点 鳥取県道281号河内槙原線 | 鳥取市   | 鳥取市   | 槙原                           |                             |
| 未供用区間                                                      |          |          |                                |                             |
| 鳥取県道191号矢矯松原線                                         | 鳥取市   | 鳥取市   | 矢矯（やはぎ）                 |                             |
| 鳥取県道304号妙徳寺鹿野線                                       | 鳥取市   | 鳥取市   | 鹿野町末用（すえもち）         |                             |
| 鳥取県道21号鳥取鹿野倉吉線 重複区間起点                         | 鳥取市   | 鳥取市   | 鹿野町閉野（とじの）           |                             |
| 鳥取県道233号矢口鹿野線                                         | 鳥取市   | 鳥取市   | 鹿野町鹿野                     |                             |
| 鳥取県道21号鳥取鹿野倉吉線 重複区間終点                         | 鳥取市   | 鳥取市   | 鹿野町鹿野                     | 新鹿野大橋東詰交差点        |
| 鳥取市道3420186号会下上光線（気高広域農道）                     | 鳥取市   | 鳥取市   | 鹿野町岡木（おかき）           | 岡木交差点                  |
| E9 山陰自動車道                                                 | 鳥取市   | 鳥取市   | 鹿野町乙亥正（おつがせ）       | 4 浜村鹿野温泉IC            |
| 鳥取県道275号八束水勝見線                                       | 鳥取市   | 鳥取市   | 気高町勝見                     | [ 注釈 1 ]                  |
| 国道9号                                                         | 鳥取市   | 鳥取市   | 気高町北浜2丁目                | 終点                        |

### 交差する鉄道
- 若桜鉄道若桜線
- 因美線
- 山陰本線

### 沿線
- 八頭町役場
- 若桜鉄道若桜線 八頭高校前駅
- 鳥取県立八頭高等学校
- JR西日本因美線 河原駅
- 鳥取市役所河原町総合支所
- 霊石山
- 毛無山
- 鳥取市役所鹿野町総合支所
- 鹿野温泉
- 浜村温泉